# Phaetusa simplex
Phaetusa simplex là một loài chim thuộc chi đơn loài Phaetusa, họ Mòng biển (Laridae).

## Hình ảnh

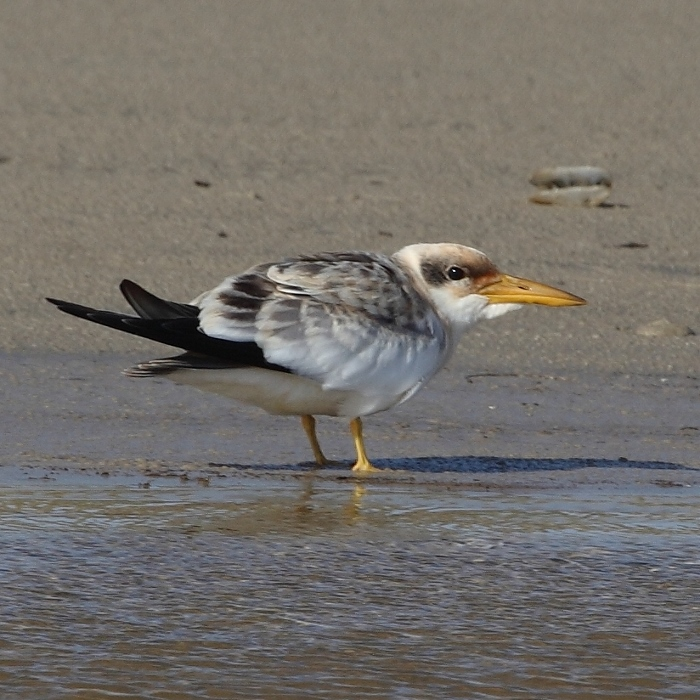
juvenile at Lagoa do Peixe National Park, Tavares, Rio Grande do Sul state, Brazil
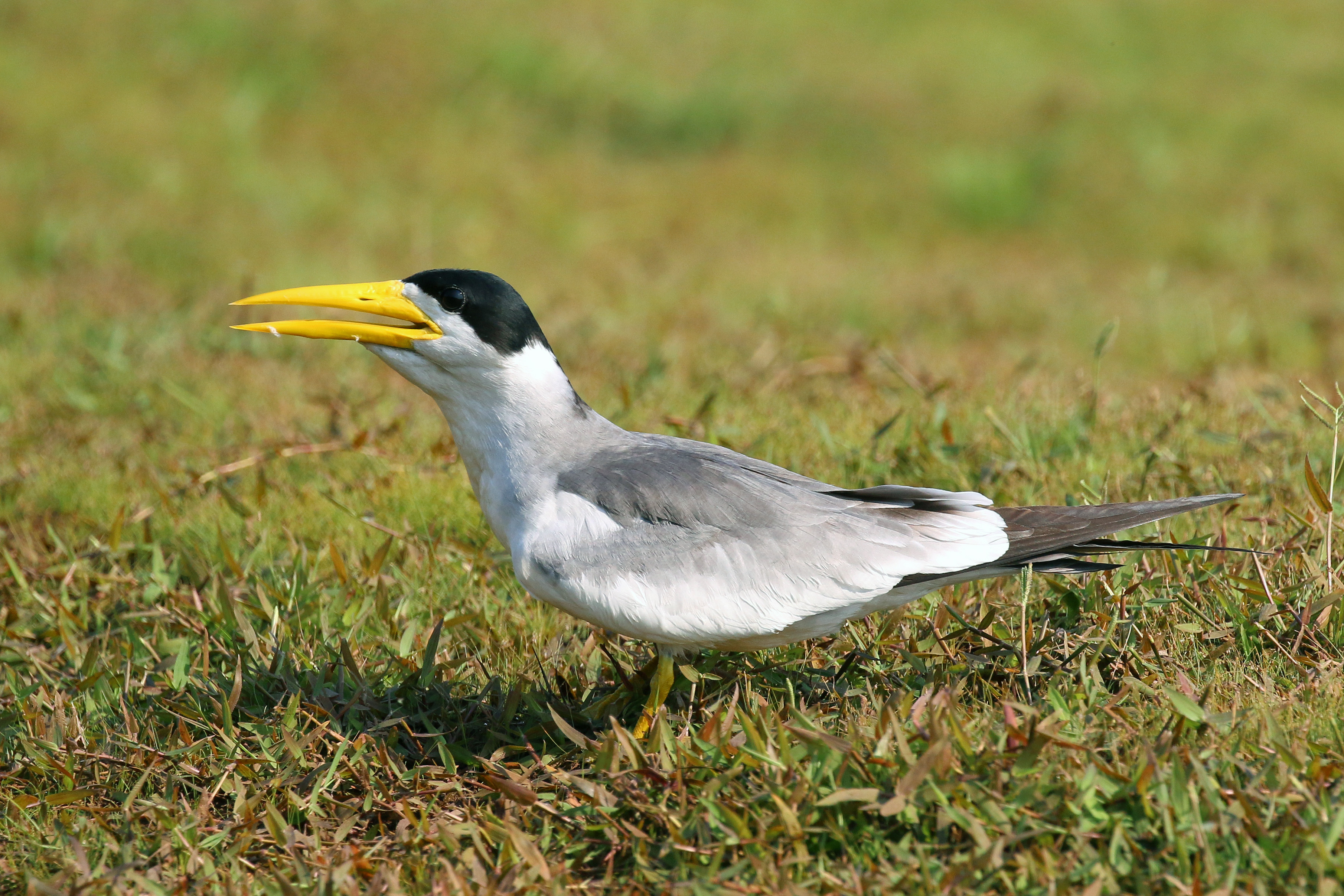
in the Pantanal, Brazil
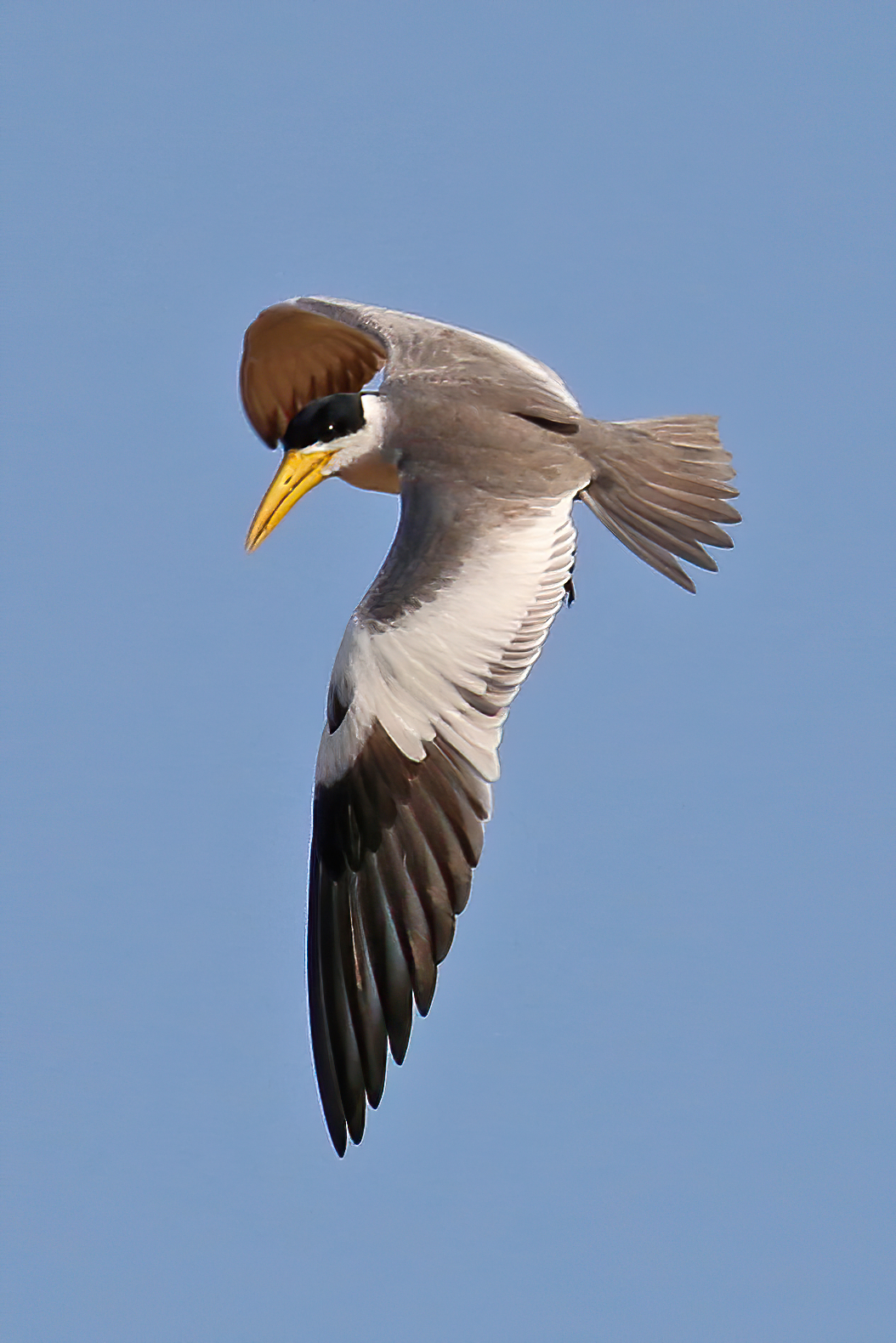
in the Pantanal, Brazil
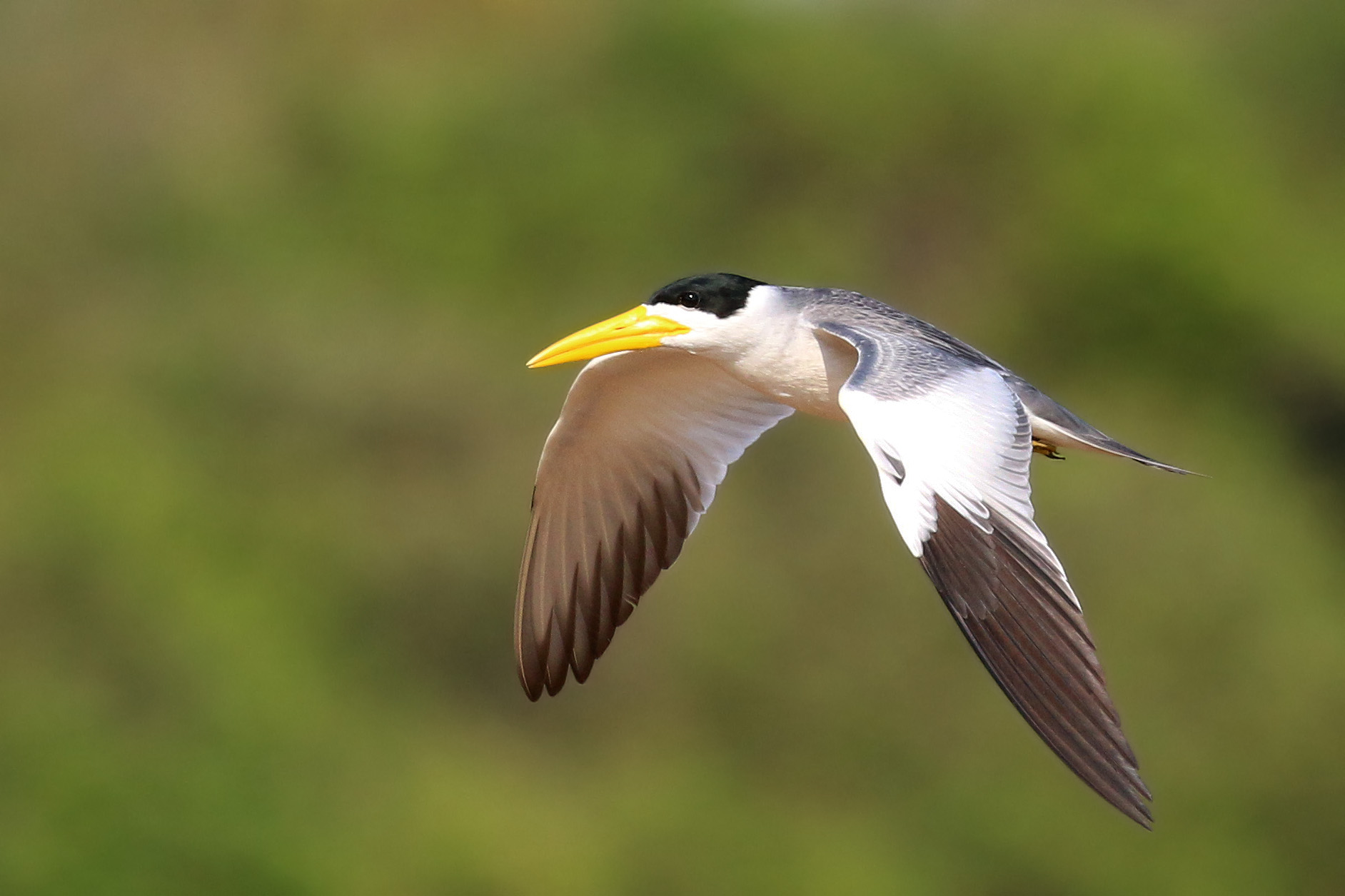
in the Pantanal, Brazil